# پادشاه هوی ژو
پادشاه هوی از ژو (به چینی: 周惠王) با نام شخصی جی لانگ (به چینی: 姬閬)؛ هفدهمین پادشاه دودمان ژو و پنجمین پادشاه ژو خاوری بود. او جانشین پدرش پادشاه شی ژو بود و از ۶۷۶ تا ۶۵۲ پ. م سلطنت کرد. پس از او پسرش پادشاه شیانگ ژو به سلطنت رسید.

## خانواده
ملکه‌ها
- ملکه چن (陳後)
- ملکه هوی ژو از طایفه گو چن (周惠後 媯姓)، همچنین شناخته شده با نام چن گوی (陳媯)؛ احتمالاً دختر حاکم شوآن چن و مادر ولیعهد ژنگ و شاهزاده دای

پسران
- ولیعهد ژنگ (太子鄭؛ مرگ ۶۱۹ پ. م)؛ پادشاه شیانگ ژو
- شاهزاده دای (王子帶؛ ۶۷۲–۶۳۵ پ. م)؛ حاکم ژائو گان

دختران
- وانگ جی (王姬)؛ همسر حاکم شیانگ سونگ